# Ficus pritchardii
Ficus pritchardii är en mullbärsväxtart som beskrevs av Berthold Carl Seemann. Ficus pritchardii ingår i släktet fikonsläktet, och familjen mullbärsväxter. Inga underarter finns listade i Catalogue of Life.